# Julien Darui

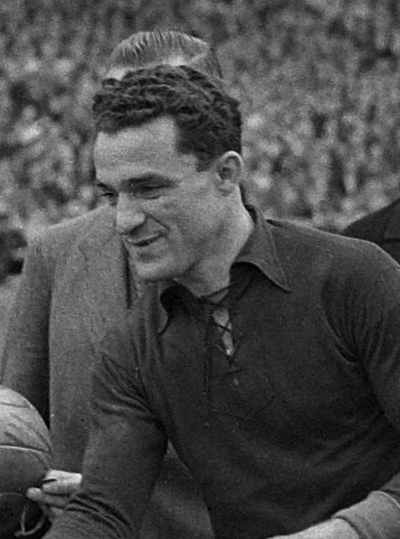
Julien Darui im Jahr 1947

Julien Darui (* 16. Februar 1916 in Oberkorn, Luxemburg; † 13. Dezember 1987) war ein französischer Fußballspieler.

## Die Vereinskarriere
Während des Ersten Weltkriegs in Lothringen aufgewachsen, begann der Torwart seine Laufbahn bei den Senioren in Charleville nahe der belgisch-französischen Grenze beim dortigen OFC. Gleich in Daruis erstem Jahr (1935/36) erreichte der unterklassige Verein nach Siegen über die Erstligisten AS Cannes, Excelsior AC Roubaix und Red Star Paris mit insgesamt nur einem Gegentor das Pokalfinale. Basis für den Erfolg des Außenseiters war die solide Abwehr, hinter der mit dem gerade erst 20-jährigen Darui ein Torwart stand, der sich – wie sein großes Vorbild Pierre Chayriguès – mutig vor die Füße ballführender Gegner warf und mit spektakulären Paraden, insbesondere aufgrund seiner uneingeschränkten „Lufthoheit“ im Strafraum (Faustabwehr), nachhaltig auf sich aufmerksam machte. Das Endspiel verlor Charleville zwar gegen Racing Paris, das gleichzeitig auch Erster der Division 1 wurde, kassierte aber selbst gegen diese starke Elf lediglich einen einzigen Treffer.
Ein Jahr später spielte Darui selbst in Frankreichs Eliteliga und beendete mit Olympique Lillois die Saisons zweimal im vorderen Mittelfeld. Inzwischen war er zur spielbestimmenden Gestalt nicht nur im eigenen Strafraum geworden. Er konnte seine Hintermannschaft lautstark organisieren (heute eine Grundqualifikation für Top-Torhüter, damals noch die absolute Ausnahme) und sorgte auch im Spiel nach vorne für Überraschungsmomente, wenn er Bälle, die auf sein Tor kamen, als Dropkick scharf und genau zu den eigenen Angreifern jenseits der Mittellinie passte. 1939 stand er mit Lille erneut im Pokalendspiel – und verlor es erneut gegen Racing Paris. Im gleichen Jahr wurde er erstmals in die Nationalelf berufen. Krieg und deutsche Besetzung führten dazu, dass seine Karriere danach eine Unterbrechung erfuhr: von 1939 bis 1945 gab es keine landesweite Meisterschaft mehr, und da Lille zudem in der „verbotenen Zone“ lag, konnte Olympique nicht einmal an den in drei (später zwei) regionalen Staffeln ausgetragenen Kriegsmeisterschaften teilnehmen; deshalb wechselte Julien Darui 1940 zum Hauptstadtklub Red Star, wo er 1940/41 Meister der Zone Nord wurde und 1942 zum dritten Mal im Pokalfinale stand (diese Coupe de France wurde, mit verändertem Modus, auch während der Besatzungszeit ausgetragen). Diesmal stand Darui auf der richtigen Seite und wurde Pokalsieger, weil er gegen den FC Sète keinen Treffer zuließ.

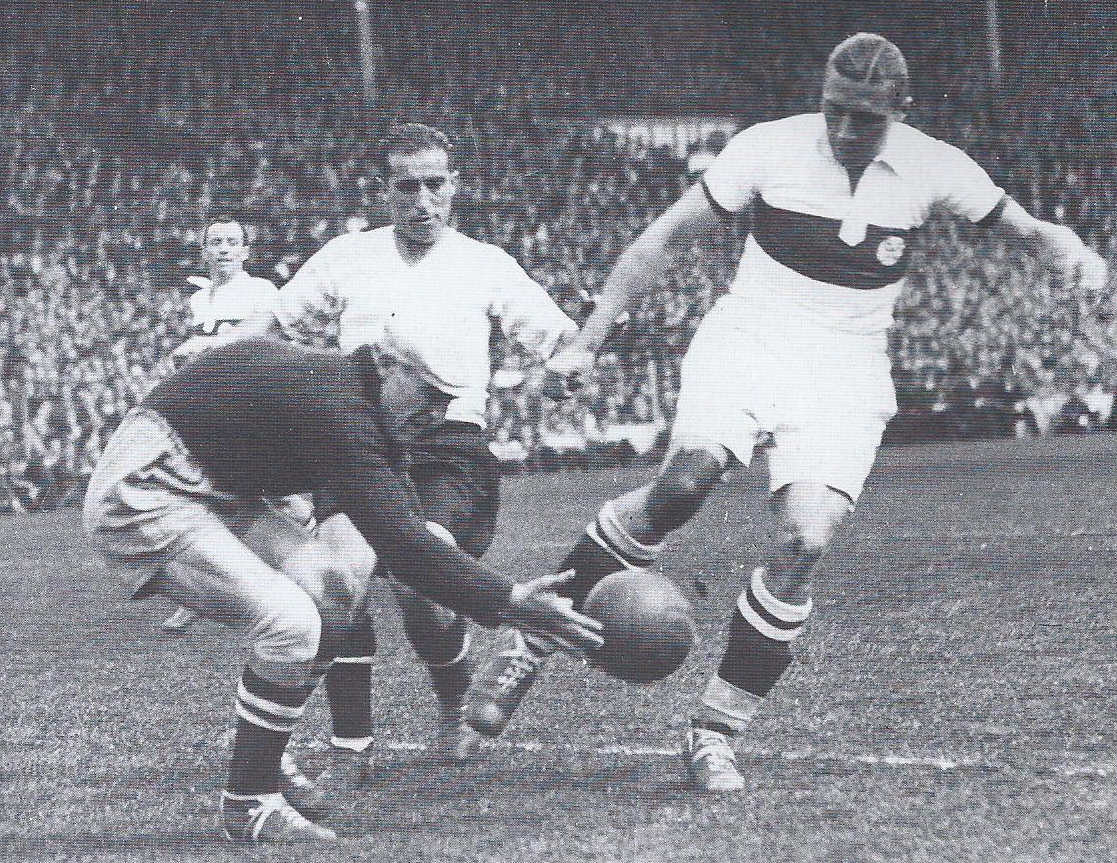
Darui (dunkles Hemd) im Pokalfinale 1939

Dennoch ging er im Anschluss an diesen Titel nach Lille zurück, wo er in den folgenden drei Jahren bei drei unterschiedlich benannten Mannschaften spielte. Das war 1942/43 und 1944/45 freilich lediglich auf zwei Fusionen von Olympique (mit Iris Club  und SC Fives) nebst jeweiliger Umbenennung zurückzuführen, während 1943/44 in Frankreich der Professionalismus verboten und die Meisterschaft zwar in nur noch einer landesweiten Staffel, aber nicht von Vereinen, sondern von regionalen Auswahlmannschaften (Équipes Fédérales) ausgespielt wurde. Die Équipe Fédérale Lille-Flandres mit Darui im Tor wurde hinter der É.F. Lens-Artois Zweiter. 1945 – Frankreich war inzwischen befreit – stand er mit Lille OSC in seinem vierten Pokalendspiel, verließ zum dritten Mal das Stadion als Verlierer – und zum dritten Mal hieß der Sieger gegen Daruis Team Racing Paris.
Zur Saison 1945/46 wechselte der Torwart zum benachbarten CO Roubaix-Tourcoing, mit dem er in der Meisterschaft Platz 3 belegte. Nach dem Vereinswechsel wurden seine ehemaligen Lillois 1946 sowohl französischer Meister als auch Pokalsieger. Sein neuer Verein gewann aber im Jahr darauf selbst die Meisterschaft, wobei die von ihm dirigierte Hintermannschaft die Grundlage des Erfolgs war, weil CORT die zweitwenigsten Gegentreffer der 20 Meisterschaftsteilnehmer kassierte. Diesen Erfolg konnte der Verein während der folgenden Jahre, in denen Julien Darui noch im nördlichen Industrierevier spielte, nicht mehr wiederholen, auch nicht unter dem (ab 1949) Spielertrainer Darui. 1953 wechselte er in gleicher Funktion zum Zweitligisten SO Montpelliérain und beendete dann endgültig seine Vereinskarriere.

### Stationen
- Olympique FC Charleville (1935–1937)
- Olympique Lillois (1937–1940)
- Red Star Paris (1940–1942)
- Olympique Iris Club Lillois, ab 1944 umbenannt in Lille Olympique Sporting Club (1942–1945; 1943/44 als Équipe Fédérale Lille-Flandres)
- Club Olympique Roubaix-Tourcoing (1945–1953, ab 1949 als Spielertrainer)
- Stade Olympique Montpelliérain (1953/54, als Spielertrainer)

## Der Nationalspieler
Zwischen März 1939 und Mai 1951 spielte Julien Darui, der schon bei der WM 1938 zum französischen Aufgebot gehörte, insgesamt 25 Mal in der Équipe Tricolore; fünf dieser Spiele absolvierte er, während er bei Lille unter Vertrag stand, zwei für Red Star und 20 für CO Roubaix-Tourcoing. Fünfmal lief er als Mannschaftsführer auf.
Wie viele andere auch kostete der Krieg die unbestrittene Nummer eins der Bleus eine deutlich größere Zahl an internationalen Einsätzen: von März bis Mai 1939 stand er dreimal im Tor; beim nächsten Länderspiel Anfang 1940 erhielt der Austro-Franzose Rodolphe Hiden den Vorzug. In den folgenden knapp fünf Jahren fanden lediglich zwei Länderspiele statt (beide mit Darui), und von Frühjahr 1945 bis Herbst 1948 spielte er in 18 der 19 Länderspiele. Seine letzten beiden Spiele folgten im Frühjahr 1951.
In einem Spiel gegen Schottland (1947) stand er zudem für die Europaauswahl zwischen den Pfosten.

## Leben nach der aktiven Zeit
Mit der 1949 begonnenen Arbeit als Fußballtrainer konnte Darui keine großen Meriten erwerben: nach Montpellier trainierte er 1954/1955 Olympique Lyon (12. Platz) und 1959/1960 den unterklassigen CL Dijon. Zwischendurch produzierte der Ex-Nationalspieler mit Auftritten beim Zirkus Jean Richard als tollkühner Akrobat noch einmal Schlagzeilen. Seit den frühen 1960er Jahren betrieb Julien Darui ein Café-Bar-Tabac in Dijon.

## Palmarès
- Französischer Meister: 1947 (mit Roubaix-Tourcoing), zudem 1941 Meister der Nord-Zone (mit Red Star; kein offizieller Landesmeistertitel) und 1944 Vizemeister (mit der ÉF Lille-Flandres)
- Französischer Pokalsieger: 1942 (mit Red Star), zudem Finalist 1936 (mit Charleville), 1939 und 1945 (mit Lille)
- 25 A-Länderspiele für Frankreich
- Platz 2 der Bestenliste französischer Torhüter von France Football (Oktober 2006)

| Personendaten    | Personendaten                 |
| ---------------- | ----------------------------- |
| NAME             | Darui, Julien                 |
| KURZBESCHREIBUNG | französischer Fußballtorhüter |
| GEBURTSDATUM     | 16. Februar 1916              |
| GEBURTSORT       | Oberkorn, Luxemburg           |
| STERBEDATUM      | 13. Dezember 1987             |